# Minit
Minit is een top-down actie-avonturenspel met puzzel-elementen ontwikkeld door Jan Willem Nijman, Kitty Calis, Jukio Kallio en Dominik Johann en uitgegeven door Devolver Digital. Het spel verscheen oorspronkelijk in april 2018 voor Windows, macOS, Linux, PlayStation 4 en Xbox One, en kwam in mei 2019 uit voor de Nintendo Switch. In het spel heeft de speler de uitdaging om een vloek te doorbreken in een wereld die verkend wordt in sessies van zestig seconden.

## Spelverloop
In Minit wordt het spelkarakter beperkt door een tijdslimiet van zestig seconden. Zodra de tijdslimiet verstrijkt, sterft het personage en keert het terug naar het startpunt. Het doel van het spel is het oplossen van puzzels en het ontdekken van de bron van de vloek, ondanks de voortdurende tijdsdruk. Hoewel de speler regelmatig opnieuw moet beginnen, blijft de voortgang in het verhaal behouden. Verzamelde items, voltooide opdrachten en nieuwe vaardigheden blijven actief, waardoor de speler in volgende sessies verder kan komen en nieuwe gebieden kan verkennen.
Het spel heeft een minimalistische zwart-wit pixelart-stijl en een vereenvoudigde besturing, waarbij één knop wordt gebruikt voor interactie en gevechten. Deze ontwerpkeuzes zorgen voor een toegankelijke en herkenbare visuele ervaring.

## Verhaal
In Minit begint het avontuur wanneer het hoofdpersonage een vervloekt zwaard vindt op het strand. De speler start een zoektocht om de oorsprong van de vloek te vinden en komt al snel achter dat de vloek afkomstig is van een nabijgelegen zwaardfabriek, die door automatisering alle werknemers heeft ontslagen. Dit heeft geleid tot een toename van criminaliteit in de omgeving. Het verhaal eindigt wanneer de speler de fabriek bereikt, de eindbaas confronteert en de vloek beëindigt door het zwaard te vernietigen.

## Ontwikkeling
Het idee voor Minit ontstond tijdens de Adventure Time Game jam in 2012, georganiseerd door Cartoon Network, waar ontwikkelaars Jan Willem Nijman en Kitty Calis een prototype creëerden met de naam Adventure Minute. Geïnspireerd door de tekenfilm, wilden ze een spel maken die bestond uit korte, op zichzelf staande avonturen. Ze wonnen de game jam en dit gaf hen het vertrouwen om het concept verder te ontwikkelen. Na het idee jarenlang te hebben gekoesterd, besloten Nijman en Calis, die inmiddels ervaring hadden opgedaan met grotere projecten zoals Nuclear Throne, Ridiculous Fishing en Horizon Zero Dawn, opnieuw samen te werken om Minit te realiseren. Ook voegden ze componist Jukio Kallio en kunstenaar Dominik Johann toe aan het team.

### Beperkingen
De ontwikkelaars kozen bewust voor beperkingen zoals de tijdslimiet, de monochrome grafische stijl en de eenvoudige besturing. Ze geloofden dat deze beperkingen hun creativiteit in het spelontwerp stimuleerden. Daarnaast was de keuze voor pixelart deels een reactie op Calis' werk aan Horizon Zero Dawn. Het contrast tussen deze twee projecten was aanzienlijk en bood een verfrissende uitdaging.

### Soundtrack
Jukio Kallio componeerde de soundtrack voor Minit en had eerder samengewerkt met Jan Willem Nijman aan Nuclear Throne. Daarnaast is hij ook bekend van zijn muziek voor het spel Fall Guys.
De muziek bestaat uit langere composities, opgesplitst in fragmenten van één minuut. Telkens wanneer de speler sterft en opnieuw begint, wordt het volgende fragment afgespeeld, wat een gevoel van voortgang creëert binnen de tijdslimiet van het spel. Kallio moest creatieve oplossingen bedenken om ervoor te zorgen dat de muziek naadloos overliep in de game-engine, zelfs als een fragment iets langer duurde dan één minuut.

## Ontvangst
Minit ontving over het algemeen positieve recensies van zowel critici als spelers. Het unieke concept met een tijdslimiet van 60 seconden werd als vernieuwend en boeiend ervaren en werd gezien als een pluspunt, waardoor het spel fris en niet repetitief bleef, hoewel sommige speler frustaties ondervonden. De zwart-witte pixelart-stijl en chiptune-soundtrack werden gewaardeerd. Daarnaast maakte de nadruk op efficiëntie en de korte levels Minit tot een populaire keuze onder speedrunners.

## Minit Fun Racer
Na het succes van Minit, brachten de ontwikkelaars in 2021 Minit Fun Racer uit, een spin-off racespel met dezelfde visuele stijl en gameplay-elementen. Alle opbrengsten van het spel werden gedoneerd aan verschillende goede doelen, waaronder Artsen zonder Grenzen. De ontwikkelaars hebben interesse getoond in het verder verkennen van het Minit-universum in de toekomst.